# Florilège
Florilège is een Belgisch bier van hoge gisting, met een alcoholpercentage van 9%. Het bier wordt gebrouwen door Brasserie d'Ecaussinnes te Écaussinnes.
Er zijn verschillende varianten die alle een parfum van bloemen hebben:
- Florilège de Rose is een blond bier met een parfum van rozen.
- Florilège d’Hibiscus is een roodbruin bier met een parfum van hibiscus.
- Florilège de Pensée is een blond bier met een parfum van viooltjes.

In het verleden werd ook Florilège de Sureau gemaakt, een soortgelijk bier op basis van vlier.